# Saint-Théodore-d'Acton (Quebec)
Saint-Théodore-d’Acton é uma municipalidade (municipalité) no Condado de Acton, na província canadense de Quebec.
Nesta municipalidade, há um vilarejo com o mesmo nome. Em termos de jurisdição legal, o vilarejo é parte da municipalidade maior e não tem identidade separada. Fora do vilarejo, o restante da municipalidade é completamente rural.
Em fins de 2006, a população total era de 1.551 habitantes.
|              | Norte: Saint-Nazaire-d'Acton |                          |
| Oeste: Upton | Saint-Théodore-d’Acton       | Leste: Wickham, Lefebvre |
|              | Sul: Acton Vale              |                          |